# Aliciella pinnatifida
Aliciella pinnatifida är en blågullsväxtart som först beskrevs av Thomas Nuttall och Asa Gray, och fick sitt nu gällande namn av J. M. Porter. Aliciella pinnatifida ingår i släktet Aliciella och familjen blågullsväxter. Inga underarter finns listade i Catalogue of Life.